# Kombinacja norweska na Mistrzostwach Świata w Narciarstwie Klasycznym 2009
Zawody w kombinacji norweskiej na XXXIV Mistrzostwach świata w narciarstwie klasycznym odbyły się w dniach 19 - 28 lutego 2009 w czeskim Libercu.
Po zmianach w Pucharze Świata nastąpiły również zmiany w mistrzostwach świata. Nie odbyły się zawody w sprincie na 7,5 kilometra oraz w Gundersenie na 15 kilometrów. Zostały one zmienione na konkursy na normalnej skoczni (zamiast sprintu) oraz na dużej skoczni w metodzie Gundersena. Obydwa biegi odbyły się na dystansie 10 kilometrów.

## Terminarz
| Lp | Data              | Miejscowość | Konkurencja                                          | Złoto                                                                   | Srebro                                                                   | Brąz                                                              |
| -- | ----------------- | ----------- | ---------------------------------------------------- | ----------------------------------------------------------------------- | ------------------------------------------------------------------------ | ----------------------------------------------------------------- |
| 1. | 19-20 lutego 2009 | Liberec     | Start masowy (10 km + 2 serie skoków na skoczni K90) | Todd Lodwick                                                            | Tino Edelmann                                                            | Jason Lamy Chappuis                                               |
| 2. | 22 lutego 2009    | Liberec     | Gundersen (1 seria skoków na skoczni K90 + 10 km)    | Todd Lodwick                                                            | Jan Schmid                                                               | Bill Demong                                                       |
| 3. | 26 lutego 2009    | Liberec     | K120/4x5 km                                          | Japonia Yūsuke Minato · Taihei Katō · Akito Watabe · Norihito Kobayashi | Niemcy Ronny Ackermann · Eric Frenzel · Björn Kircheisen · Tino Edelmann | Norwegia Mikko Kokslien · Petter Tande · Jan Schmid · Magnus Moan |
| 4. | 28 lutego 2009    | Liberec     | Gundersen (1 seria skoków na skoczni K120 + 10 km)   | Bill Demong                                                             | Björn Kircheisen                                                         | Jason Lamy Chappuis                                               |

## Wyniki

### Start masowy
- Data / Początek: Czwartek/Piątek 19 - 20 lutego 2009 
 Biegi: 14:15 CET 
 Skoki: 16:00 CET
- Wyniki na stronie FIS

| Medal | Zawodnik            | Narodowość        | Wynik | Strata w punktach | Strata w sekundach |
| ----- | ------------------- | ----------------- | ----- | ----------------- | ------------------ |
|       | Todd Lodwick        | Stany Zjednoczone | 276,0 |                   |                    |
|       | Tino Edelmann       | Niemcy            | 273,7 | 2,3               | + 9,2              |
|       | Jason Lamy Chappuis | Francja           | 265,2 | 10,8              | + 43,2             |
| 4     | Anssi Koivuranta    | Finlandia         | 260,2 | 15,8              | + 1:03,2           |
| 5     | Bill Demong         | Stany Zjednoczone | 258,7 | 17,3              | + 1:09,2           |
| 6     | Christoph Bieler    | Austria           | 256,7 | 19,3              | + 1:17,2           |
| 7     | Petter Tande        | Norwegia          | 255,5 | 20,5              | + 1:22,0           |
| 8     | Eric Frenzel        | Niemcy            | 255,2 | 20,8              | + 1:23,2           |
| 9     | Jaakko Tallus       | Finlandia         | 251,0 | 25,0              | + 1:40,0           |
| 10    | François Braud      | Francja           | 249,2 | 26,8              | + 1:47,2           |

### Gundersen K90
- Data / Początek: Niedziela 22 lutego 2009 
 Skoki: 9:45 CET 
 Biegi: 15:15 CET
- Wyniki na stronie FIS

| Medal | Zawodnik           | Narodowość        | Wynik   | Strata   |
| ----- | ------------------ | ----------------- | ------- | -------- |
|       | Todd Lodwick       | Stany Zjednoczone | 24:22,3 |          |
|       | Jan Schmid         | Norwegia          | 24:35,3 | + 13,0   |
|       | Bill Demong        | Stany Zjednoczone | 24:55,8 | + 33,5   |
| 4     | Anssi Koivuranta   | Finlandia         | 25:17,0 | + 54,7   |
| 5     | Norihito Kobayashi | Japonia           | 25:25,2 | + 1:02,9 |
| 6     | Yūsuke Minato      | Japonia           | 25:33,7 | + 1:11,4 |
| 7     | Sebastian Haseney  | Niemcy            | 25:37,2 | + 1:14,9 |
| 8     | Christoph Bieler   | Austria           | 25:45,0 | + 1:22,7 |
| 9     | Tino Edelmann      | Niemcy            | 25:50,0 | + 1:27,7 |
| 10    | Mario Stecher      | Austria           | 25:50,0 | + 1:27,7 |

### Konkurs drużynowy
- Data / Początek: Czwartek 26 lutego 2009 
 Skoki: 11:00 CET 
 Biegi: 15:15 CET
- Wyniki na stronie FIS

| Medal | Zawodnik                                                             | Narodowość | Wynik   | Strata   |
| ----- | -------------------------------------------------------------------- | ---------- | ------- | -------- |
|       | Yūsuke Minato Taihei Katō Akito Watabe Norihito Kobayashi            | Japonia    | 48:32,3 |          |
|       | Ronny Ackermann Eric Frenzel Björn Kircheisen Tino Edelmann          | Niemcy     | 48:32,3 | + 0,0    |
|       | Mikko Kokslien Petter Tande Jan Schmid Magnus Moan                   | Norwegia   | 48:35,9 | + 3,6    |
| 4     | Maxime Laheurte François Braud Sébastien Lacroix Jason Lamy Chappuis | Francja    | 48:49,4 | + 17,1   |
| 5     | Bernhard Gruber Wilhelm Denifl Christoph Bieler Mario Stecher        | Austria    | 49:37,3 | + 1:05,0 |
| 6     | Tomáš Slavík Miroslav Dvořák Aleš Vodseďálek Pavel Churavý           | Czechy     | 51:28,9 | + 2:56,6 |
| 7     | Alessandro Pittin Giuseppe Michielli Armin Bauer Davide Bresadola    | Włochy     | 52:36,8 | + 4:04,5 |
| 8     | Jaakko Tallus Lauri Asikainen Jim Härtull Janne Ryynänen             | Finlandia  | 53:31,4 | + 4:59,1 |
| 9     | Kail Piho Aldo Leetoja Karl-August Tiirmaa Kaarel Nurmsalu           | Estonia    | 53:51,5 | + 5:19,2 |
| 10    | Anton Kamieniew Nijaz Nabiejew Siergiej Maslennikow Iwan Panin       | Rosja      | 54:32,2 | + 5:59,9 |

### Gundersen K120
- Data / Początek: Sobota 28 lutego 2009
 Skoki: 11:00 CET 
 Biegi: 15:00 CET
- Wyniki na stronie FIS

| Medal | Zawodnik            | Narodowość        | Wynik   | Strata   |
| ----- | ------------------- | ----------------- | ------- | -------- |
|       | Bill Demong         | Stany Zjednoczone | 23:36,6 |          |
|       | Björn Kircheisen    | Niemcy            | 23:49,4 | + 12.,   |
|       | Jason Lamy Chappuis | Francja           | 24:08,0 | + 31,4   |
| 4     | Janne Ryynänen      | Finlandia         | 24:25,6 | + 49,0   |
| 5     | Magnus Moan         | Norwegia          | 24:31,7 | + 55,1   |
| 6     | Alessandro Pittin   | Włochy            | 24:33,6 | + 57,0   |
| 7     | Tino Edelmann       | Niemcy            | 24:34,7 | + 58,1   |
| 8     | Pavel Churavý       | Czechy            | 24:35,7 | + 59,1   |
| 9     | Yūsuke Minato       | Japonia           | 24:47,5 | + 1:10,9 |
| 10    | Todd Lodwick        | Stany Zjednoczone | 24:50,1 | + 1:13,5 |

## Klasyfikacja medalowa
| Miejsce | Państwo           |   |   |   | Razem |
| ------- | ----------------- | - | - | - | ----- |
| 1.      | Stany Zjednoczone | 3 | 0 | 1 | 4     |
| 2.      | Japonia           | 1 | 0 | 0 | 1     |
| 3.      | Niemcy            | 0 | 3 | 0 | 3     |
| 4.      | Norwegia          | 0 | 1 | 1 | 2     |
| 5.      | Francja           | 0 | 0 | 2 | 2     |

## Klasyfikacja punktowa
| Miejsce | Państwo           |   |   |   | 4 | 5 | 6 | 7 | 8 | Punkty |
| ------- | ----------------- | - | - | - | - | - | - | - | - | ------ |
| 1.      | Stany Zjednoczone | 3 | - | 1 | - | 1 | - | - | - | 34     |
| 2.      | Niemcy            | - | 3 | - | - | - | - | 2 | 1 | 26     |
| 3.      | Norwegia          | - | 1 | 1 | - | 1 | - | 1 | - | 19     |
| 4.      | Francja           | - | - | 2 | 1 | - | - | - | - | 17     |
| 5.      | Finlandia         | - | - | - | 3 | - | - | - | 1 | 16     |
| 6.      | Japonia           | 1 | - | - | - | 1 | 1 | - | - | 15     |
| 7.      | Austria           | - | - | - | - | 1 | 1 | - | 1 | 8      |
| 8.      | Włochy            | - | - | - | - | - | 1 | 1 | - | 5      |
| 9.      | Czechy            | - | - | - | - | - | 1 | - | 1 | 4      |